# Sennius cruentatus
Sennius cruentatus är en skalbaggsart som först beskrevs av Horn 1873.  Sennius cruentatus ingår i släktet Sennius och familjen bladbaggar. Inga underarter finns listade i Catalogue of Life.